# Trollface

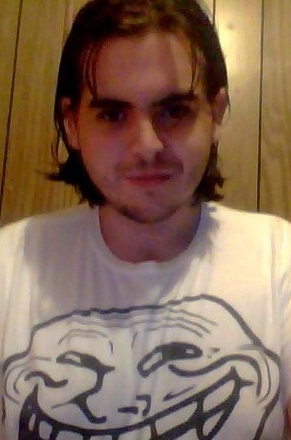
Áo Troll Face

Trollface hay Troll Face là một hình ảnh meme trong truyện tranh giận dữ của một nhân vật mang nụ cười tinh quái, được sử dụng để tượng trưng cho những trò chơi khăm và troll trên mạng. Nó là một trong những gương mặt truyện tranh thịnh nộ lâu đời nhất và được biết đến rộng rãi nhất.

## Lịch sử
Trollface được vẽ trong Microsoft Paint vào ngày 19 tháng 9 năm 2008, bởi Carlos Ramirez một sinh viên đại học Oakland 18 tuổi. Hình ảnh được đăng trên trang DeviantArt của Ramirez, "Whynne", như một phần của truyện tranh thịnh nộ có tựa đề Trolls, nói về bản chất vô nghĩa của trolling.  Ramirez đã đăng hình ảnh lên trang web 4chan của bảng ảnh và những người dùng khác bắt đầu chia sẻ nó. Trong những tháng tiếp theo, bức vẽ của Ramirez nhanh chóng thu hút được sự chú ý trên 4chan như một biểu tượng cảm xúc phổ biến của một troll trên internet và một nhân vật truyện tranh nổi giận linh hoạt. Từ 4chan, Trollface lan sang Reddit và Urban Dictionary vào năm 2009, cuối cùng đến các trang web chia sẻ hình ảnh internet khác như Imgur và Facebook. 
Vào tháng 3 năm 2021, Ramirez thông báo ý định bán một mã thông báo không thể thay thế cho Trollface.